# Форно Казале (Рим)
Форно Казале је насеље у Италији у округу Рим, региону Лацио.
Према процени из 2011. у насељу је живело 702 становника. Насеље се налази на надморској висини од 53 м.